# Euproctis flavipunctata
Euproctis flavipunctata är en fjärilsart som beskrevs av Bethune-Baker 1916. Euproctis flavipunctata ingår i släktet Euproctis och familjen tofsspinnare. Inga underarter finns listade i Catalogue of Life.